# الیستون-لافایت (ویرجینیا)
الیستون-لافایت (به انگلیسی: Elliston-Lafayette) یک منطقهٔ مسکونی در ایالات متحده آمریکا است که در شهرستان مونتگومری، ویرجینیا واقع شده‌است. الیستون-لافایت ۴٫۸ کیلومتر مربع مساحت و ۱٬۲۴۱ نفر جمعیت دارد.